# 포스파티딜이노시톨 3-인산
포스파티딜이노시톨 3-인산(영어: phosphatidylinositol 3-phosphate, PI3P)은 세포막에서 발견되는 인지질로, 그 중 다수가 단백질 수송에 관여하는 다양한 단백질들을 막으로 모으는 데 도움을 준다. 포스파티딜이노시톨에 대한 클래스 II 및 클래스 III 포스파티딜이노시톨 3-키네이스(PI3K) 활성의 산물이다.
포스파티딜이노시톨 3-인산은 이노시톨 고리의 D3 위치에서 인산가수분해효소의 미오튜불라린 계열에 의해 탈인산화되고, 지질 키네이스 PIKfyve에 의해 포스파티딜이노시톨 3,5-이중인산(PI(3,5)P2)으로 전환될 수 있다.
SNX1, HGS 및 EEA1과 같은 단백질에서 발견되는 FYVE 도메인과 PX 도메인은 모두 포스파티딜이노시톨 3-인산에 결합한다.
대부분의 포스파티딜이노시톨 3-인산은 세포 내 섭취 중인 막에서 클래스 III 포스파티딜이노시톨 3-키네이스, PIK3C3 (Vps34)에 의해 구성적으로 합성되는 것으로 보인다. 클래스 II 포스파티딜이노시톨 3-키네이스도 포스파티딜이노시톨 3-인산을 합성하는 것으로 보이지만 이들의 활성은 생장인자를 포함한 다양한 자극에 의해 조절되는 것으로 보인다. 이것은 포스파티딜이노시톨 3-인산의 특정 풀이 세포 자극시 합성될 수 있음을 시사한다.

## 같이 보기
- 포스파티딜이노시톨
- 포스파티딜이노시톨 3-인산 결합 단백질 2